# Bizzarone
Bizzarone is een gemeente in de Italiaanse provincie Como (regio Lombardije) en telt 1539 inwoners (31-12-2004). De oppervlakte bedraagt 2,7 km², de bevolkingsdichtheid is 747 inwoners per km².

## Demografie
Bizzarone telt ongeveer 607 huishoudens. Het aantal inwoners steeg in de periode 1991-2001 met 11,8% volgens cijfers uit de tienjaarlijkse volkstellingen van ISTAT.
| Jaar | Inwoneraantal |
| ---- | ------------- |
| 1991 | 1337          |
| 2001 | 1495          |

## Geografie
De gemeente ligt op ongeveer 436 m boven zeeniveau.
Bizzarone grenst aan de volgende gemeenten: Rodero, Uggiate-Trevano, Valmorea, Genestrerio Novazzano e Stabio (Svizzera).